# Schwenderöd
Schwenderöd ist ein Ortsteil der Gemeinde Birgland im Landkreis Amberg-Sulzbach in der bayerischen Oberpfalz.

## Geografie
Der Weiler im Norden des Oberpfälzer Jura ist einer von 42 amtlich benannten Gemeindeteilen von Birgland im westlichen Teil der Oberpfalz. Das auf einer Höhe von 619 m ü. NHN gelegene Schwenderöd ist etwa dreieinhalb Kilometer von dem nordöstlich liegenden Pfarrdorf Illschwang entfernt, in dem die Birglander Gemeindeverwaltung ihren Sitz hat.

## Geschichte
Zwar gab es bereits zur Zeit der Bayerischen Uraufnahme zwei Anwesen am Ort des heutigen Weilers, als Ortschaft wurde Schwenderöd aber erst in den Jahren 1824 und 1832 gegründet. Dies erfolgte durch einen sogenannten Ausbruch aus dem Kirchdorf Schwend, dem die beiden Anwesen bis dahin zugeordnet waren. Schwenderöd wurde damit zu einem neuen Gemeindeteil der Landgemeinde Schwend, die zu Beginn des 19. Jahrhunderts durch die Verwaltungsreformen im Königreich Bayern entstanden war. Im Zuge der kommunalen Gebietsreform in Bayern in den 1970er Jahren wurde Schwenderöd zusammen mit der Gemeinde Schwend am 1. Juli 1972 in die neu gebildete Flächengemeinde Birgland eingegliedert. Im Jahr 1987 zählte Schwenderöd 32 Einwohner.

## Verkehr
Die aus dem Nordosten von Sulzbach-Rosenberg kommende Staatsstraße 2164 durchquert den Ort und führt über Schwend weiter nach Lauterhofen. Außerdem kreuzt im Ort die aus dem Westen von Burkartshof kommende Kreisstraße AS 3 die Staatsstraße und führt anschließend in östlicher Richtung zum Illschwanger Ortsteil Augsberg weiter. Unmittelbar nördlich des Ortes befindet sich die Anschlussstelle Sulzbach-Rosenberg der Bundesautobahn 6. Der ÖPNV bedient das Dorf an einer Haltestelle der Buslinie 66 des VGN. Der am schnellsten erreichbare Bahnhof befindet sich in Sulzbach-Rosenberg an der Bahnstrecke Nürnberg–Schwandorf.